# 振華苑
振華苑（英語：Chun Wah Court）是香港的一個居者有其屋屋苑，位於九龍觀塘區牛頭角振華道22號，鄰近安基苑，在1990年落成，為單幢式居屋，下面第1層至第4層為房屋署分區辦事處寫字樓，第五層的平台花園上，即為二十九層的住宅樓宇，每層8伙，共有232個單位，全為兩房兩廳連露台間格，有4款不同間格，建築面積分3種分別55.1，57.9及59.1平方米，而其中3，4，7及8室設有0.7平方米窗台，但不計入建築及實用面積之內。
原址位置前身是房屋署行政大樓，曾經是牛頭角徙置區及佐敦谷徙置區的辦事處，樓宇在1986年清拆，原址重建為振華苑。

## 屋邨資料

### 樓宇
| 樓宇名稱 | 樓宇類型     | 落成年份 | 層數 | 每層伙數 | 單位總數（伙） | 承建商   | 升降機品牌       |
| -------- | ------------ | -------- | ---- | -------- | -------------- | -------- | ---------------- |
| 振華苑   | 彈性十字三型 | 1990年   | 29   | 8        | 232            | 瑞安建業 | 東洋 (Dong Yang) |